# Zaïre aux Jeux olympiques d'été de 1996
Le Zaïre participe aux Jeux olympiques de 1996 à Atlanta aux États-Unis. Il s'agit de sa 5e participation à des Jeux d'été.
La joueuse de basket-ball Lukengu Ngalula  est le porte-drapeau de la délégation zaïroise.

## Athlétisme
Hommes
| Athlète       | Épreuve  | Finale          | Finale |
| Athlète       | Épreuve  | Temps           | Rang   |
| ------------- | -------- | --------------- | ------ |
| Willy Kalombo | Marathon | 2 h 17 min 1 s  | 16e    |
| Kalela Mutoke | Marathon | 2 h 34 min 40 s | 96e    |

## Basket-ball
L'équipe du Zaïre féminine de basket-ball est qualifiée pour les Jeux d'Atlanta.
Effectif
- Mwadi Mabika
- Lukengu Ngalula
- Kasala Kamanga
- Muene Tshijuka
- Mukendi Mbuyi
- Kakengwa Pikinini
- Zaina Kapepula
- Patricia N'Goy Benga
- Kongolo Amba
- Lileko Bonzali
- Kaninga Mbambi
- Natalie Lobela

Classement du groupe B
| Rang | Équipe       | Pts | J | G | P | Pp  | Pc  | Diff |  | Résultats (dom.\ext.) |        |       |       |        |        |        |
| ---- | ------------ | --- | - | - | - | --- | --- | ---- |  | --------------------- | ------ | ----- | ----- | ------ | ------ | ------ |
| 1    | États-Unis   | 10  | 5 | 5 | 0 | 507 | 339 | 168  |  | États-Unis            |        | 98-65 | 96-79 | 101-84 | 105-64 | 107-47 |
| 2    | Ukraine      | 8   | 5 | 3 | 2 | 354 | 358 | -4   |  | Ukraine               | 65-98  |       | 54-48 | 87-75  | 67-72  | 81-65  |
| 3    | Australie    | 8   | 5 | 3 | 2 | 369 | 319 | 50   |  | Australie             | 79-96  | 48-54 |       | 75-63  | 76-61  | 91-45  |
| 4    | Cuba         | 7   | 5 | 2 | 3 | 365 | 377 | -12  |  | Cuba                  | 84-101 | 75-87 | 63-75 |        | 70-55  | 73-59  |
| 5    | Corée du Sud | 7   | 5 | 2 | 3 | 347 | 389 | -42  |  | Corée du Sud          | 64-105 | 72-67 | 61-76 | 55-70  |        | 95-71  |
| 6    | Zaïre        | 5   | 5 | 0 | 5 | 287 | 447 | -160 |  | Zaïre                 | 47-107 | 65-81 | 45-91 | 59-73  | 71-95  |        |

Le Zaïre perd ensuite le match de barrage pour la 9e place contre la Chine (67-91) et le match pour la onzième place contre le Canada (46-88).